# Hrabstwo Big Horn (Montana)
Hrabstwo Big Horn (ang. Big Horn County) – hrabstwo w stanie Montana w Stanach Zjednoczonych. Obszar lądowy hrabstwa obejmuje powierzchnię 4994,81 mil² (12936,5 km²). Według danych z 2023 roku liczy 12 751 mieszkańców. Większość obszaru jest częścią rezerwatu Indian Kruków.
Hrabstwo powstało w 1913 roku. Jego siedzibą jest Hardin.

## Sąsiednie hrabstwa
- Hrabstwo Carbon – zachód
- Hrabstwo Yellowstone – północny zachód
- Hrabstwo Treasure – północ
- Hrabstwo Rosebud – północny wschód
- Hrabstwo Powder River – wschód
- Hrabstwo Sheridan, Wyoming – południe
- Hrabstwo Big Horn, Wyoming – południowy zachód

## Miejscowości
Miasta
- Hardin
- Lodge Grass

CDP
- Busby
- Crow Agency
- Fort Smith
- Muddy
- Pryor
- St. Xavier
- Wyola

## Demografia
Według danych pięcioletnich z 2022 roku, 65,1% mieszkańców stanowili rdzenni Amerykanie, 26,2% białe społeczności nielatynoskie, 6,3% było Latynosami, 5,4% rasy mieszanej i 0,21% to Azjaci.
Średni dochód gospodarstwa domowego (dane z 2022) w hrabstwie wynosi 52 463 dolarów, zaś dochód na mieszkańca 21 849 dolarów. 22,8% mieszkańców żyje poniżej relatywnej granicy ubóstwa.

## Religia
Według danych z 2020 roku, największą grupą wyznaniową byli katolicy (20,8%). Kilkanaście procent mieszkańców deklarowało członkostwo w kościołach protestanckich, głównie baptystycznych, zielonoświątkowych i innych ewangelikalnych. Ponadto 210 osób było mormonami i 120 świadkami Jehowy.

## Polityka
Chociaż hrabstwo było przeważająco demokratyczne od 1984 oku, to w wyborach prezydenckich 2024, Donald Trump pokonał Kamalę Harris stosunkiem głosów 49,2% do 47,1%.